# Alain Chapel

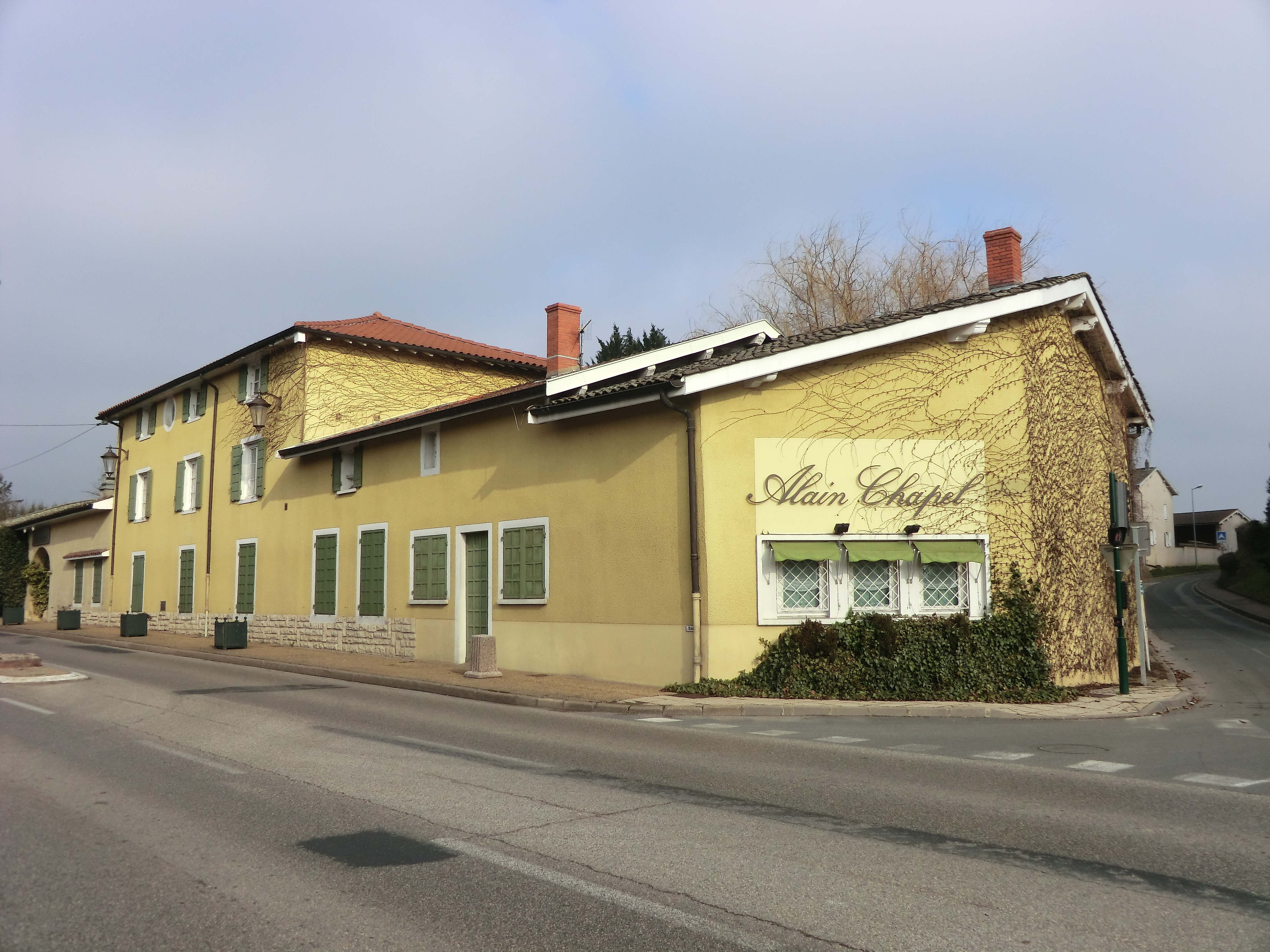
Restaurante de Alain Chapel en Mionnay

Alain Chapel (Lyon, 30 de diciembre de 1937-Aviñón, 10 de julio de 1990) fue un cocinero francés, exponente de la Nouvelle cuisine. 

## Biografía
Sus padres, Roger y Eva Chapel, regentaban el albergue Mère Charles en Mionnay, una antigua masía que Maurice Utrillo inmortalizó en uno de sus cuadros. A los quince años se inició en el mundo de la cocina en el restaurante Chez Juliette, bajo las órdenes del père Vignard, amigo de sus padres. En 1956, a los diecinueve años, entró a trabajar en La Pyramide de Vienne a las órdenes de Fernand Point, donde permaneció dos años. Tras el servicio militar, trabajó en el Léon de Lyon con Jean-Pierre Lacombe.
En 1968 relevó a su padre al frente del albergue de Mionnay, al que elevó a cotas de gran calidad. Desarrolló una cocina heredera de la tradición, basada en los productos regionales. Uno de sus productos favoritos eran las verduras y las setas. Continuando la tradición de la cocina lionesa, empleó con profusión la mantequilla fina y la crema fresca, que acompañaban a platos de pescado, aves, caza, mollejas, etc. Entre sus recetas destacaron los gratinados, las mousses de pescado, los pollitos de Bresse trufados en vejiga y los pastelitos de hígados rubios con coulis de cangrejo.
En 1973 consiguió las tres estrellas de la Guía Michelin. Fue autor de La cuisine, c'est beaucoup plus que des recettes (2009).
A lo largo de su carrera recibió varias distinciones: oficial de la Orden del Mérito Agrícola (1980), oficial de la Orden de las Artes y las Letras (1985) y Caballero de la Orden Nacional del Mérito (1988).